# 朱朝市站
朱朝市站，位于广东省清远市清城区龙塘镇银盏坳村，是京广铁路上一座已撤销的火车站。

## 概况
1954年，由于京广铁路广东段运输能力不足，因此增建本站作为会让站。1988年9月，随着衡广复线的开通，本站撤销。撤销前，车站北距银盏坳站3.7公里，南距花赤站7.4公里，并曾办理客运业务。
车站撤销后，车站的站房与站牌并未同步拆除，至今可见。

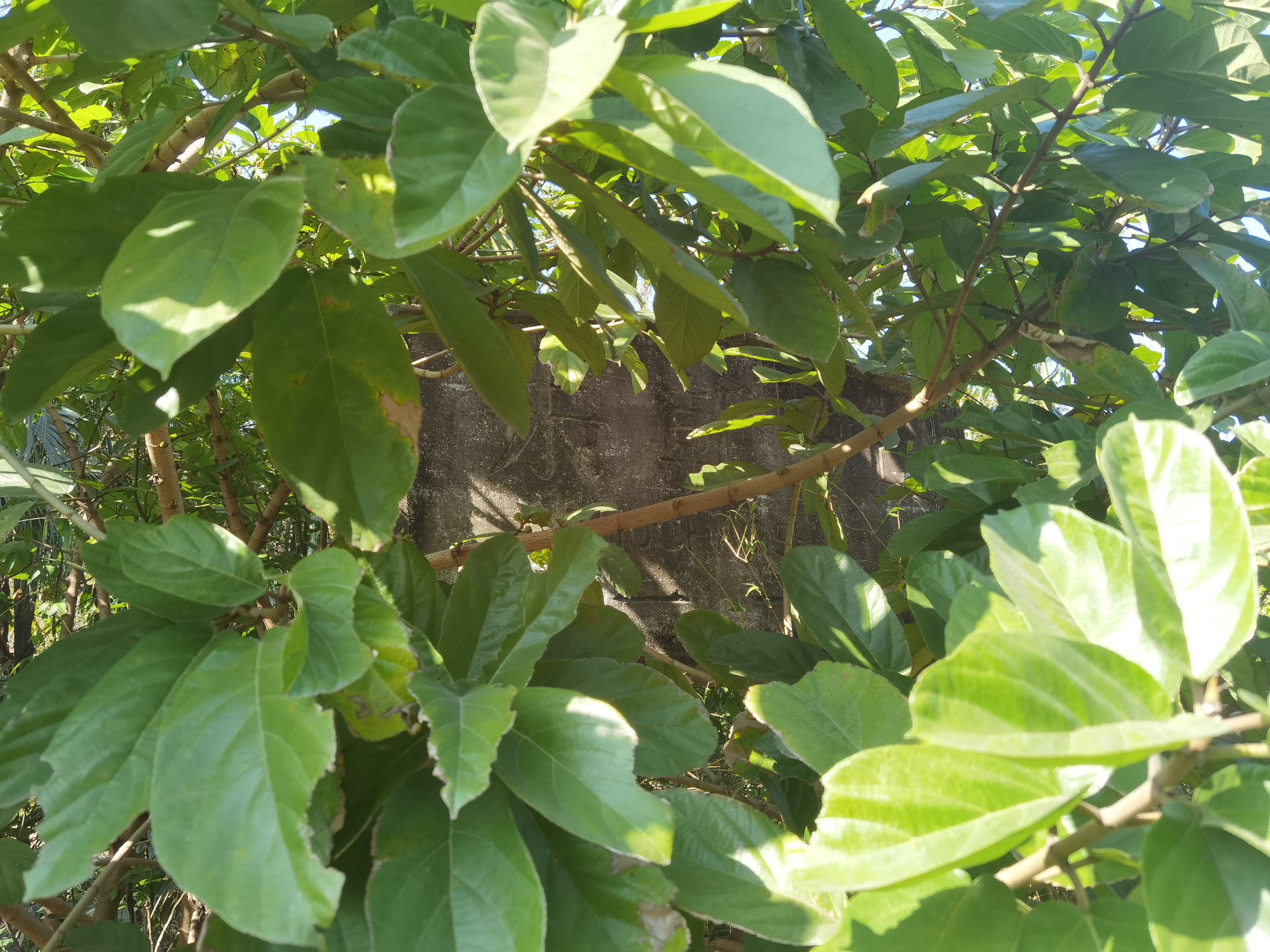
2023年，绿叶掩映下的朱朝市火车站站牌，雕刻的站名仍清晰可见。